# Cooper Flagg
Cooper Flagg (sinh ngày 21 tháng 12 năm 2006) là cầu thủ bóng rổ người Mỹ. Anh thi đấu bóng rổ đại học cho đại học Duke, và được vinh danh là cầu thủ bóng rổ toàn quốc của năm 2025, cũng như lọt vào đội hình tiêu biểu số 1 của bóng rổ đại học .

## Tuổi thơ và sự nghiệp cấp trung học
Flagg lớn lên ở Newport, Maine và ban đầu theo học tại trường trung học Nokomis. Anh trở thành học sinh năm nhất đầu tiên được vinh danh là Cầu thủ xuất sắc nhất năm của Maine Gatorade sau khi ghi trung bình 20,5 điểm, 10 rebound, 6,2 kiến tạo, 3,7 cướp bóng và 3,7 cản bóng mỗi trận. Nokomis đã giành chức vô địch tiểu bang Class A khi Flagg ghi được 22 điểm và 16 rebound trong chiến thắng 43–27 trước Trường Trung học Falmouth trong trận chung kết cấp bang.
Flagg chuyển đến Học viện Montverde ở Montverde, Florida, vào cuối năm thứ nhất trung học. Trước khi bắt đầu năm đầu tiên tại trường mới, anh ấy đã chơi ở Giải bóng rổ trẻ Nike Elite (EYBL) cho Florida Eagles, một đội thể thao nghiệp dư của Montverde. Flagg được vinh danh là MVP của Hoophall Classic 2023 sau khi ghi được 21 điểm với 5 cướp bóng, 5 rebound và 3 kiến tạo trong chiến thắng 85–63 của Montverde trước Học viện La Lumiere. Anh cũng lọt vào danh sách thứ chính cho Giải thưởng Cầu thủ xuất sắc nhất năm của Naismith Prep. Flagg ghi trung bình 9,8 điểm, 5,2 rebound và 3 kiến tạo mỗi trận trong mùa giải đầu tiên tại Montverde. Sau mùa giải, anh chơi cho Maine United ở EYBL và ghi trung bình 25,4 điểm, 13 rebound, 5,7 kiến tạo và 6,9 block trong 7 trận tại giải Peach Jam.

### Cầu thủ được đánh giá 5 sao
Flagg được xếp hạng là người có triển vọng tốt thứ ba của đợt tuyển mộ NBA năm 2025 sau khi kết thúc mùa giải trung học năm nhất. Anh ấy được xếp hạng lại là tuyển thủ xuất sắc thứ 2 vào tháng 8 năm 2022 sau màn trình diễn xuất sắc tại Giải bóng rổ U17 thế giới FIBA năm 2022. Flagg đã nhận được học bổng NCAA Division I đầu tiên từ Bryant khi đang học lớp 8. Anh ấy được phân loại lại vào lớp 2024 vào mùa hè sau năm thứ 2. Flagg hiện là tuyển thủ được đánh giá cao nhất lứa 2025 ở Mỹ. Vào ngày 30 tháng 10 năm 2023, Flagg đã cam kết miệng sẽ chơi cho Duke sau khi xem xét lời đề nghị từ UConn. Ban đầu anh ấy dự định công bố cam kết của mình vào ngày 27 tháng 10, nhưng đã đẩy lùi nó sau vụ xả súng ở Lewiston năm 2023 tại bang Maine, quê hương anh ấy. Flagg viết cam kết sẽ chơi cho Duke vào ngày 8 tháng 11 năm 2023. Flagg kết thúc sự nghiệp cấp 3 với tư cách là tài năng trẻ xuất sắc nhất.
| Tên                                                         | Quê quán                                                                    | Trường trung học       | Chiều cao          | Cân nặng       | Ngày cam kết |
| ----------------------------------------------------------- | --------------------------------------------------------------------------- | ---------------------- | ------------------ | -------------- | ------------ |
| Cooper Flagg Tiền phong phụ                                 | Newport, ME                                                                 | Montverde Academy (FL) | 6 ft 9 in (2.06 m) | 200 lb (91 kg) | Oct 30, 2023 |
| Cooper Flagg Tiền phong phụ                                 | Recruiting star ratings: Scout: N/A Rivals: 247Sports: ESPN: ESPN grade: 97 |                        |                    |                |              |
| Overall recruiting rankings: Rivals: 1 247Sports: 1 ESPN: 1 |                                                                             |                        |                    |                |              |

## Sự nghiệp chuyên nghiệp
Flagg được Dallas Mavericks lựa chọn ở lượt thứ nhất tại NBA draft 2025.

## Sự nghiệp tuyển quốc gia
Flagg đã chơi cho đội bóng rổ U17 Hoa Kỳ tại Giải bóng rổ U17 thế giới FIBA năm 2022. Anh lọt vào Đội hình tiêu biểu của giải đấu sau khi ghi trung bình 9,3 điểm, 10 rebound, 2,9 block và 2,4 cướp bóng mỗi trận và Hoa Kỳ giành huy chương vàng. Flagg ghi được 10 điểm với 17 rebound, 8 cướp bóng và 4 block trong chiến thắng 79–67 trước Tây Ban Nha trong trận chung kết. Anh được vinh danh là Vận động viên bóng rổ nam của năm 2022 của Hoa Kỳ nhờ thành tích tại U17 World Cup và là cầu thủ trẻ nhất giành được giải thưởng này.
Flagg được lựa chọn vào đội hình đấu tập (select team) để tập luyện cùng đội tuyển bóng rổ Hoa Kỳ cho Olympic mùa hè 2024.

## Cuộc sống cá nhân
Mẹ của Flagg, Kelly, chơi bóng rổ đại học tại Maine, nơi bà là đội trưởng khi còn là học sinh cuối cấp. Cha của anh, Ralph, chơi bóng rổ NJCAA tại Cao đẳng Cộng đồng Đông Maine. Flagg có một người anh em sinh đôi, Ace, từng là đồng đội ở Nokomis và được chuyển đến Montverde. Anh trai của Flagg, Hunter cũng là một cầu thủ bóng rổ của Nokomis và là sinh viên năm cuối khi anh còn là sinh viên năm nhất.

## Phong cách chơi bóng
Flagg được dự báo sẽ là một cầu thủ NBA ưu tú nên không quá khi so sánh anh ấy với một số cầu thủ vĩ đại nhất mọi thời đại. Ví dụ như Scottie Pippen. Giống như Pippen, Flagg là một cầu thủ phòng ngự đặc biệt, người có thể bao quát khắp sân, đồng thời có tác động lớn đến mặt trận tấn công. Cả hai đều cao khoảng 2 mét 06 với sải tay dài. Ở đỉnh cao sự nghiệp, Pippen là một trong những cầu thủ phòng ngự giỏi nhất (nếu không muốn nói là giỏi nhất) giải đấu và Flagg có thể tiến gần đến đẳng cấp đó. Ngoài ra, một cầu thủ lớn khác cũng có phong cách chơi bóng tương đồng với Flagg là Andrei Kirilinko.